# هانا وير
هانا روز وير (بالإنجليزية: Hannah Ware)‏ (من مواليد 8 ديسمبر 1982) ممثلة وعارضة أزياء إنجليزية، اشتهرت عن أدوارها في المسلسل درامي  بوس  (2011)
كما ظهرت في فيلم العميل 47 (2015), في دور «تيسا» في فيلم ما بعد الحادثة (2016),

## روابط خارجية
- هانا وير على موقع IMDb (الإنجليزية)
- هانا وير على موقع قاعدة بيانات الأفلام العربية
- هانا وير على موقع ألو سيني (الفرنسية)
- هانا وير على موقع أول موفي (الإنجليزية)
- هانا وير على موقع قاعدة بيانات الأفلام السويدية (السويدية)
- هانا وير على موقع قاعدة بيانات الفيلم (الإنجليزية)
- هانا وير على موقع كينوبويسك (الروسية)
- هانا وير على موقع دليل عارضات الأزياء (الإنجليزية)